# Buckfast
Buckfast est le nom d'une race d'abeilles à miel issue du croisement de nombreuses souches d'Apis mellifera dans l'abbaye du même nom (à Buckfastleigh, dans le Devon), par le moine bénédictin chargé de la miellerie, Frère Adam (Karl Kehrle, 1898-1996), considéré aujourd'hui comme le meilleur généticien mondial dans le domaine de l'apiculture. Il s'agissait pour lui d'améliorer la race locale décimée par la maladie de l'île de Wight (causée par la « mite trachéale » Acarapis woodi).

## Origine
Au début du XXe siècle, en Angleterre, les populations d'abeilles étaient décimées par Acarapis woodi, un acarien microscopique. Ce parasite, qui envahit les tubes trachéens des abeilles et raccourcit leur vie, a tué des milliers de colonies dans les îles britanniques.
En 1916, seules 16 colonies ont survécu dans l'abbaye de Buckfast. Toutes étaient soit des abeilles italiennes pures, soit des hybrides d'abeilles italiennes et d'abeilles noires anglaises.

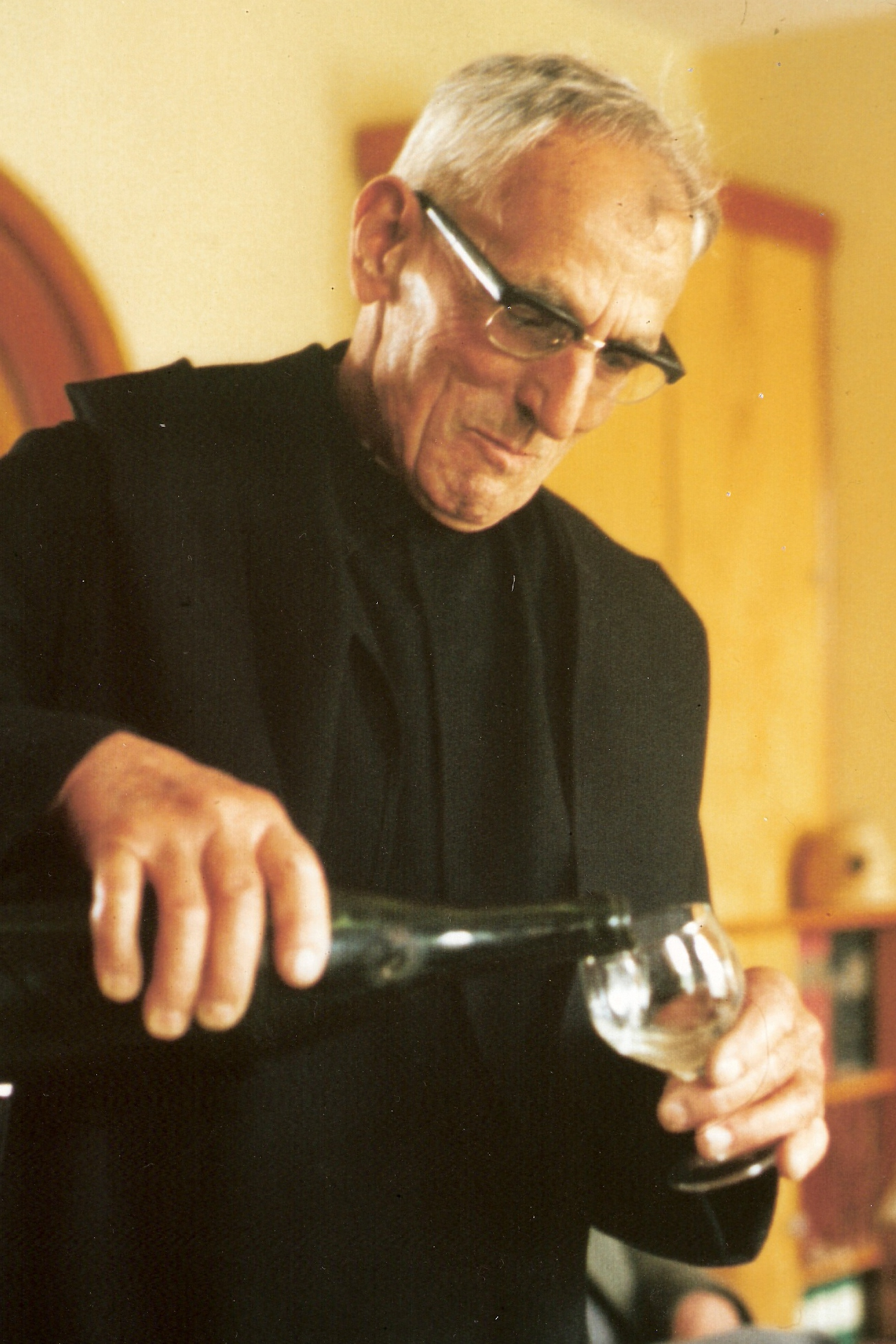
Frère Adam en 1991.

Frère Adam, Karl Kehrle, s'est inspiré de la survie de ces croisements d'abeilles italiennes et d'abeilles noires. Pour pouvoir contrôler les accouplements, il a commencé à utiliser la vallée isolée de Dartmoor. Sans autres variétés d'abeilles dans l'entourage, Frère Adam put maintenir leur intégrité génétique et développer des traits souhaitables. Frère Adam a ensuite enquêté sur diverses races d'abeilles mellifères et a effectué de nombreux longs voyages en Europe, en Afrique et au Moyen-Orient, à la recherche de races pures et intéressantes. Le livre À la recherche des meilleures souches d'abeilles raconte ses voyages à la recherche de meilleures souches génétiques. Frère Adam a importé ces variétés d'abeilles pour les croiser avec son abeille en développement à Buckfast.
Chaque nouvelle souche ou race d'abeille a d'abord été croisée avec l'abeille Buckfast existante. Dans la plupart des cas, les nouvelles qualités souhaitées ont été transmises à la nouvelle génération et la nouvelle combinaison a ensuite été stabilisée grâce à d'autres travaux de sélection. Chaque croisement avec une nouvelle souche a pris environ 10 ans avant que les gènes désirés aient été fixés dans la souche. En plus de 70 ans, Frère Adam a réussi à développer une abeille à miel vigoureuse, saine et féconde qu'il a surnommée l'« abeille de Buckfast ».

## Patrimoine génétique
La Buckfast dispose d'un patrimoine génétique très cosmopolite. Frère Adam procéda à un mélange de variétés sélectionnées chacune pour leurs qualités particulières :
- Apis mellifera mellifera (souches françaises) et Apis mellifera ligustica (nord de l'Italie), pour leur bonne production de miel,
- Apis mellifera carnica de Macédoine[3] pour sa fécondité et sa forte capacité à bien hiverner,
- Apis mellifera cecropia (Grèce et Égypte) pour son bon tempérament,
- Apis mellifera anatoliaca (Turquie) pour sa faible consommation de nourriture en hiver,
- Apis mellifera sahariensis (Maroc) qui n'est pas très prolifique dans son milieu d'origine mais qui, par effet d'hétérosis, rend les souches obtenues très prolifiques,
- Apis mellifera monticola (Tanzanie), mais pas de Apis mellifera scutellata beaucoup trop agressive[4].

L'abeille de Buckfast est extrêmement peu agressive et très productive. Frère Adam, dans son livre Apiculture à l'abbaye de Buckfast, écrit qu'en 1920, on obtenait « une moyenne d'un excédent d'au moins 87 kg par colonie et des rendements individuels supérieurs à 150 kg ». Dans le documentaire de la BBC, Le moine et l'abeille à miel, on rapporte qu'un record de 350 kg de miel a été produit par une seule colonie de Buckfast au Danemark en 1985 mais selon Frère Adam, « le rendement annuel moyen du miel au cours des trente dernières années a été de 30 kg (66 lb) par colonie. »
Frère Adam obtint ainsi une abeille excellente butineuse, propre, peu agressive et peu essaimeuse, qualités réclamées par les apiculteurs. Autre avantage important, elle produit beaucoup moins de propolis que l'abeille noire. En effet, l'excédent de propolis fixe les rayons ensemble, ce qui peut gêner l'exploitation.
Elle est aujourd'hui très largement répandue dans le monde entier notamment en Allemagne, en Irlande, au Royaume-Uni et en France. Son cahier des charges nécessite une sélection continuelle, afin de cumuler le maximum de qualités des différentes races ou lignées en écartant leurs défauts. Les qualités et les performances s'améliorent au fil du temps.
L'abeille américaine dénommée « italo-américaine » est parfois confondue avec la Buckfast.
Divers programmes de sélections tentent de rendre l'abeille européenne résistante au varroa, responsable de la transmission accrue de bactéries et virus.

## Caractéristiques obtenues

### Forces
- Bonne productrice de miel
- Des reines prolifiques (pondent beaucoup d'œufs mais limitent la ponte durant les périodes de pénurie)
- Frugal - faible quantité de couvaison pendant l'automne (utilise moins de réserves de miel pendant l'hiver). L'élevage de couvain cesse à la fin de l'automne
- Entoure bien le nid de miel pour un bon hivernage
- Extrêmement doux, avec un faible instinct de piqûre
- Faible instinct d'essaimage
- Tolérance élevée aux acariens trachéaux (Acarapis woodi)
- Faible incidence de couvain plâtré (ascosphérose) et de fausse-teigne en raison de bonnes techniques de ménage
- Très hygiénique
- Bonne résistance au printemps froid et humide

### Faiblesses
- Faible quantité de couvaison durant l'hiver
- Possibilité de faible deuxième génération si un remérage n'est pas effectué (ceci peut être dû à l'introduction de gènes africains)

## Aspects juridiques
Buckfast est une marque déposée dans plusieurs pays de l'Union européenne, dont la France depuis le 8 avril 1981, par Raymond Zimmer. La marque a été revendue à Dominique Froux en décembre 1994. Elle a été rachetée en août 2014 par la SAS Buckfast France, propriété de Marie-France Thiry et Dominique Thomine.
Néanmoins, d'après la Cour de cassation, le terme « Buckfast » est un terme usuel pour désigner un certain type d'abeilles ; il est donc possible de l'utiliser sans risque d'action en contrefaçon .